# Bush (banda)
Bush es una banda británica de rock formada en Londres en 1992. La banda encontró su éxito inmediato con el lanzamiento de su álbum debut Sixteen Stone en 1994 que está certificado 6x multi-platino por la RIAA. Bush se convirtió en una de las bandas de rock más exitosas comercialmente de la década de 1990, vendiendo más de 10 millones de discos en los Estados Unidos y 20 millones en el mundo.
A pesar de su éxito en los Estados Unidos, la banda fue menos conocida en su país de origen y disfrutando de su éxito marginal allí. Bush ha tenido numerosos diez singles en las listas de rock de Billboard y un número 1 para el álbum Razorblade Suitcase en 1996. En 2002 la banda se separó pero se reformó en 2010 y comenzó a trabajar en un nuevo álbum, The Sea of Memories, que fue lanzado en septiembre de 2011. El álbum produjo su primer sencillo The sound of Winter, que encabezó las listas de rock. Después de una extensa gira durante dos años, la banda anunció su sexto álbum, Man on the Run en agosto de 2014. Fue junto con Silverchair, Days of the New, Local H y Candlebox las 5 bandas más importantes del grunge a finales de los 90s.[cita requerida]

## Historia
En diciembre de 1992, el cantante y guitarrista Gavin Rossdale y guitarrista Nigel Pulsford se reunieron en un concierto en un club en Londres y decidieron empezar a tocar juntos, creando un sonido agresivo y enérgico sin embargo melódico, el resultado de la mediación de sus diversas influencias musicales entre las cuales surgió el estilo de rock alternativo estadounidense Pixies y Nirvana. Los dos formaron una nueva banda a la que llamaron Future Primitive. Describiendo los primeros sonidos del grupo, un líder de la compañía discográfica británica dijo años después: «No eran lo que son hoy en día, eran un poco como el lado más comercial del INXS». La pareja luego reclutó al bajista Dave Parsons y al baterista Sacha Gervasi para completar la formación. El grupo pronto eligió el nombre Bush, tomando su nombre de Shepherd's Bush, en Londres, donde vivían los miembros de la banda.

### Sixteen Stone(1994)
Mientras asistía a uno de sus conciertos, el baterista Robin Goodridge está fascinado con el sonido de la banda y propone al grupo que se una a él como sustituto de Sacha Gervasi, que él consideraba pobre. Se pone el papel y el final de 1993, la banda firmó un contrato de grabación con la recién formada Trauma Records y grabó su primer álbum Sixteen Stone con los productores Clive Langer y Alan Wistanley, álbumes que se venden ocho millones de copias en cinco años.
Sixteen Stone se extrae de un sencillo afortunado, Everything Zen, cuyo video dirigido por Matt Mahurin entra en una fuerte rotación en la estación de televisión musical de MTV y conquista los primeros lugares en las listas alternativas.
El éxito de Everything Zen se repite con otras canciones extraídas del álbum debut, en particular con Glycerine y Comedown. La radio de rock transmitió masivamente las canciones de Bush, mientras tanto participó en 230 conciertos en los Estados Unidos para la promoción del álbum. La cantidad de fanáticos aumenta drásticamente, con la asistencia de la exposición de los medios proporcionada al grupo por revistas como Rolling Stone y Details.

### Razorblade Suitcase(1996)
Después de que la gira de Sixteen Stone terminó en mayo de 1996 con dos conciertos memorables en Red Rocks, los Bush comenzaron inmediatamente a trabajar en el segundo álbum Razorblade Suitcase. Utilizan la experiencia del ingeniero de sonido y productor Steve Albini y graban las trece pistas del álbum en Studio Two de Abbey Road.
El álbum debutó directamente en primer lugar en la lista Billboard en noviembre de 1996, impulsado por singles (y videos relacionados) Swallowed, Greedy Fly y Cold Contagious. Todo el álbum está impregnado de una especie de introspección de fondo que contrasta con la urgencia de Sixteen Stone; los arreglos se vuelven más sofisticados y las dinámicas son mucho más variadas . A pesar de esto, parte de la crítica continúa expresando opiniones poco favorecedoras sobre el grupo, etiquetando a Bush como una copia no original del Nirvana.
El siguiente álbum, lanzado en 1997, se titula Deconstructed y contiene una serie de remixes de los sencillos más exitosos.

### The science of Things(1999)
El punto de inflexión para la banda llegó en 1999 con el álbum The Science of Things, un álbum en el que el Bush operar una experimentación profunda en canciones y profundamente a su vez su sonido a la música electrónica, incluyendo canciones en diferentes muestras, cajas de ritmos y bucles. Canciones como The Chemicals Between y Use Warm Machine conservan la energía de los comienzos pero se enriquecen con arreglos mientras que el tercer sencillo Letting The Cables Sleep tiene sonidos más íntimos y oscuros. En el verano del mismo año actuaron como cabezas de cartel en el festival Woodstock 1999. Su actuación fue incluida en la compilación homónima.

### Golden State(2001)
A finales de 2001, el grupo volvió al sonido original con el álbum Golden State, del cual se extrajeron tres singles: The People That We Love, Head of Ghosts and Inflatable. En la gira promocional de Golden State se une al guitarrista de Helmet Chris Traynor, quien unos meses más tarde reemplazará al guitarrista fundador Nigel Pulsford, quien se alejó de la banda para pasar más tiempo con su familia.
El vocalista Gavin Rossdale (mientras tanto casado con la cantante de No Doubt Gwen Stefani) sin excluir una posible nueva obra de Bush, decide dedicarse a tiempo completo al Institute y su carrera actoral naciente ( recordar la participación en la película Zoolander con Ben Stiller y en Constantine con Keanu Reeves).

### The Sea of Memories(2010)
El 22 de junio de 2010 se anunció que Bush estaría actuando por primera vez después de ocho años en el festival bianual Epicenter Music Festival en Fontana, California, 25 de septiembre de 2010. Los miembros fundadores Nigel Pulsford y Dave Parsons no decidieron reunirse con la banda, con Rossdale quien dijo:
«Hablé mucho con Nigel y cada vez que hago un registro, le pido que lo haga. Él está feliz y no es algo que quisiera hacer, tiene una familia. Hablé con Dave. Me sorprendió porque pensé que lo haría. Lo pensó durante el fin de semana y luego dijo que no podía. No quería comprometerse y luego regresar, no sabía cuánto tiempo podría estar en una gira. Requiere una cantidad absurda de energía».
Los sucesores de Pulsford y Parsons fueron respectivamente Chris Traynor y Corey Britz. Traynor también había participado en Pulsford durante el Golden State Tour. La nueva formación tocó en siete shows en 2010, tocando canciones de los cuatro álbumes anteriores de Bush y una nueva canción, Afterlife.
Gavin anunció en la radio que su nuevo álbum se tituló The Sea of Memories y fue lanzado en septiembre y alcanzó el número 18 en el Billboard 200. El primer sencillo del álbum, The Sound of Winter, fue lanzado en julio de 2011 y alcanzó el primer lugar en el ranking de Billboard Alternative Songs. El segundo sencillo del álbum es Baby Come Home.
El 19 de noviembre de 2011, Bush tocó en un escenario en vivo para Guitar Center Sessions en DirecTV. El episodio incluyó una entrevista con el programa de invitados, Nic Harcourt.
La canción Into The Blue se incluyó en el álbum de la banda sonora The Avengers, lanzado el 1 de mayo de 2012. Hicieron una gira con Nickelback en su gira de apoyo Here And Now.

### Man on the Run(2014)
El 26 de marzo de 2014, Bush, con el productor Nick Raskulinecz, comenzó a grabar el sexto álbum de estudio. Man on the Run se lanzó el 18 de agosto de 2014. El álbum contiene el sencillo The Only Way Out and Loneliness Is a Killer. La banda se fue a una gira a principios de 2015.

### Black and White Rainbows(2017)
El 10 de marzo de 2017, Black and White Rainbows, producido por Bob Rock, es el séptimo álbum de estudio para la banda. Contiene los sencillos Mad Love, Lost in You y The Beat of Your Heart. El álbum ha recibido críticas mixtas, pero ha logrado una buena respuesta comercial. También se ha lanzado una edición de lujo que contiene nuevas canciones y versiones ampliadas de algunas ya presentes en la primera edición.
El 2 de abril de 2018, una gira por los Estados Unidos de América llamada Revolution 3 Tour se anunció para el verano. Actuarán como headliner con Stone Temple Pilots y The Cult.
Rossdale también reveló que estaba trabajando en un material llamado heavier que las producciones recientes en previsión de un próximo álbum.

### The Kingdom(2019-2022)
En mayo de 2019, Bush estableció The Mind Plays Tricks on You como el título de su nuevo álbum de estudio, provisionalmente a principios de 2020.
El 10 de mayo de 2019, se anunció que una canción, "Bullet Holes", aparecería en la película John Wick: Chapter-Parabellum. La canción y el video musical se lanzaron el 17 de mayo de 2019. Rossdale afirmó a fines de mayo que el nuevo álbum, con la composición de canciones de Tyler Bates, fue influenciado por la presencia de Bush en festivales de música dominados principalmente por bandas de metal, y que había estado escuchando específicamente System of a Down durante el proceso de escritura para el nuevo álbum.
El 3 de marzo de 2020, la banda lanzó un nuevo sencillo, "Flowers on a Grave" y anunció que su nuevo álbum fue retitulado como The Kingdom y se lanzará en julio.

### The Art of Survival(2022-2024)
El 7 de marzo de 2022, Bush anunció una gira por Estados Unidos con Alice in Chains y Breaking Benjamin, que se extendería de agosto a octubre.
El 27 de julio de 2022, Bush anunció que su noveno álbum de estudio The Art of Survival, se lanzaría el 7 de octubre, y publicó el sencillo principal, «More Than Machines». El segundo sencillo, «Heavy Is the Ocean», se lanzó el 16 de septiembre.
El 5 de septiembre de 2023, Blabbermouth informó que Bush lanzaría un recopilatorio de grandes éxitos ese mismo año, el primero en incluir material de su reunión posterior a 2010 y el segundo de Bush en total. La banda anunció un sencillo acompañante, «Nowhere to Go But Everywhere», que se lanzó el 22 de septiembre. Ese mismo día, Bush reveló el título del nuevo recopilatorio Loaded: The Greatest Hits 1994-2023, y anunció una gira promocional por Estados Unidos.
Blabbermouth informó a principios de diciembre de 2023 que Rossdale había confirmado que ya había grabado "7 canciones en otro disco [de Bush]", que Rossdale esperaba lanzar a principios de 2024.

### I Beat Loneliness(2025-presente)
El 2 de septiembre de 2024, Rossdale confirmó la grabación de un nuevo álbum de estudio de Bush.
El 2 de enero de 2025, Gavin Rossdale tituló el décimo álbum de estudio de Bush: «I Beat Loneliness», cuyo lanzamiento estaba previsto para ese mismo año.

## Estilo de música
Bush ha sido descrito como post-grunge, grunge, rock alternativo y hard rock. Una de las primeras bandas descritas como post-grunge, Bush fue etiquetada casi peyorativamente como post-grunge. Matt Diehl, de Rolling Stone, describió a Bush como «el imitador más exitoso y desvergonzado de la música de Nirvana». En el libro Fargo Rock City: Una Odisea de Heavy Metal en la zona rural de Dakota del Norte, Chuck Klosterman escribió: «Bush era una buena banda que acababa de señalar el comienzo del fin, en última instancia, se convertiría en la orden del grunge». En el libro Accidental Revolution: The Story of Grunge, Kyle Anderson escribió sobre el álbum de Bush Sixteen Stone, escribiendo:
«Las doce canciones de Sixteen Stone suenan exactamente como se supone que suena el grunge, mientras que el punto central del grunge era que realmente no sonaba a nada, incluyéndose a sí mismo. Solo considera cuántas bandas y estilos diferentes de música han sido metido bajo el encabezado grunge solo en esta discografía, y te das cuenta de que el grunge es probablemente el género musical más mal definido de la historia».

## Miembros
Miembros actuales
- Gavin Rossdale - voz, guitarra (1992-2002; 2010-presente)
- Chris Traynor - guitarra (2002; 2010-presente)
- Corey Britz - bajo (2010-presente)
- Nik Hughes - batería, percusión (2019-presente)

Miembros anteriores
- Nigel Pulsford - guitarra (1992-2002)
- Dave Parsons - bajo (1992-2002)
- Robin Goodridge - batería, percusión (1992-2002; 2010-2019)

Línea del tiempo

## Discografía
- Sixteen Stone (1994)
- Razorblade Suitcase (1996)
- The Science of Things (1999)
- Golden State (2001)
- The Sea of Memories (2011)
- Man on the Run (2014)
- Black and White Rainbows (2017)
- The Kingdom (2020)
- The Art of Survival (2022)
- I Beat Loneliness (2025)